# 前进街道 (大洼区)
前进街道，是中华人民共和国辽宁省盘锦市大洼区下辖的一个乡镇级行政单位。辽政【2016】69号文件将田家镇撤镇设街，盘政【2016】36号文件将前进街道从田家街道析出。

## 行政区划
前进街道下辖3个社区和4个村：润田社区、三十里社区、小锅社区；高家村、顾家村、何家村、关家村。